# مونستركات
مونستركات (مونستركات ميديا سابقًا) هي شركة تسجيلات كندية مستقلة تتخصص في موسيقى الرقص الإلكترونية. يقع مقر الشركة في فانكوفر في كولومبيا البريطانية. أسس مايك دارلنجتون، الرئيس التنفيذي،  وآري باوناونين، مدير العمليات، شركة مونستركات في يوليو/تموز 2011.
تتعاقد هذه الشركة مع الفنانين بالمقطوعة الموسيقية بدون عقود حصرية مما يسمح للفنانين أن يتنقلوا بين الشركات والفرق الأخرى بحرية. لدى مونستركات جدولًا للنشر حيث تنشر موسيقى جديدة ثلاث مرات في الأسبوع، بالإضافة إلى ذلك تبث بودكاست حي لمدة ساعة كل ثلاثاء على حسابها على موقع تويتش. بعدما تنشر مونستركات ثلاثين مقطوعة موسيقية متعاقبة، تنشأ ألبوم تجميعي به كل المقطوعات، ومقطوعتين مكونتين من مزيج متصل من الموسيقى الموجودة في الألبوم.

## وصلات خارجية
- مونستركات على موقع ميوزك برينز (الإنجليزية)
- الموقع الرسمي